# Waiting on a Friend
"Waiting on a Friend" is een nummer van de Britse band The Rolling Stones. Het nummer verscheen op hun album Tattoo You uit 1981. In november van dat jaar verscheen het nummer als de tweede single van het album.

## Achtergrond
"Waiting on a Friend" is, net zoals de meeste nummers van The Rolling Stones, geschreven en geproduceerd door het duo Mick Jagger en Keith Richards. Het album Tattoo You bestaat uit oude nummers van de band die tot dan toe nooit waren uitgebracht. Zo is dit nummer, oorspronkelijk "Waiting for a Friend" geheten, opgenomen tussen eind 1972 en begin 1973 tijdens de sessies waar uiteindelijk het album Goats Head Soup uit voort zou komen. Mick Taylor, die in 1974 de band verliet, was destijds nog lid en is zodoende ook te horen op de opname. Hij werd hiervoor echter niet genoemd op het album en hij eiste dat hij een deel van de royalty's van Tattoo You zou ontvangen.

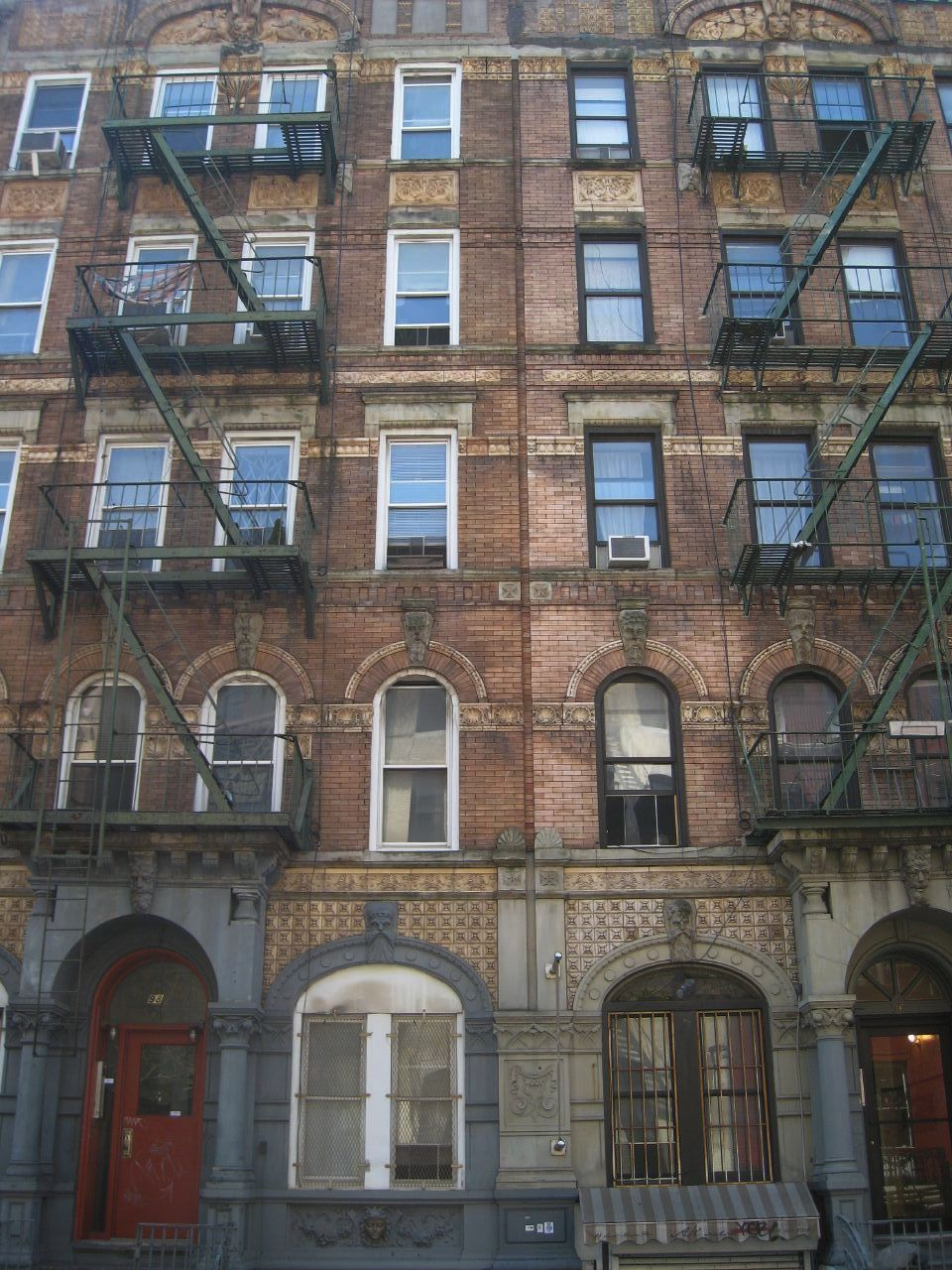
96-98 St. Mark's Place, Manhattan

In de tekst bij het compilatiealbum Jump Back uit 1993 schreef Jagger: "We vonden het destijds allemaal leuk, maar het had geen tekst, dus daar zaten we dan... De tekst die ik toevoeggde is erg teder en liefhebbend, over vriendschappen binnen de band." Jagger zei ook dat hij zijn tekst schreef met een toekomstige videoclip in gedachten voor de opkomende televisiezender MTV, waardoor het de eerste single van de band werd die met deze gedachte werd geschreven. In de tekst spreekt Jagger over het opzij zetten van vrouwen en streken en in plaats daarvan zijn leven wat richting te geven en het goede te zien in echte vriendschap.
De videoclip van "Waiting on a Friend", opgenomen in juli 1981 en geregisseerd door Michael Lindsay-Hogg (een oude bekende van de band die ook het speciale concert The Rolling Stones Rock and Roll Circus uit 1968 regisseerde), werd populair op MTV. De clip volgt de tekst van het nummer; Jagger is te zien terwijl hij voor een appartement aan het wachten is op Richards. Dit gebouw bevindt zich op 96-98 St. Mark's Place in Manhattan en verscheen in 1975 al op de hoes van het Led Zeppelin-album Physical Graffiti. De twee lopen daarna naar de St. Mark's Bar & Grill, waar Ron Wood, Charlie Watts en Bill Wyman, de overige leden van de band, al aan het drinken zijn. De clip eindigt met de band die naar de hoek van de kroeg loopt en zich klaarmaakt voor een optreden, waarbij zij grotendeels genegeerd worden door de overige bezoekers.
De piano op  "Waiting on a Friend" wordt gespeeld door Nicky Hopkins, terwijl jazzsaxofonist Sonny Rollins de saxofoonsolo speelt. Over zijn toevoeging vertelde Jagger in 1985: "Ik schroomde om met Sonny Rollins samen te werken. Deze gast is een grootheid op de saxofoon. Charlie [Watts] zei, 'Hij zal nooit op een opname van de Rolling Stones willen spelen!' Ik zei, 'Ja, dat wil hij wel.' En dat deed hij en het was geweldig. Ik zei, 'Wil je dat ik in de studio blijf?' Hij zei, 'Ja, vertel me waar ik moet spelen en DANS dat deel'. Dus ik deed dat. En dat is erg belangrijk: communicatie, dans, wat dan ook. Je hoeft geen compleet ballet te hebben, maar soms vertelt die beweging van je schouder dat die gast op de beat moet beginnen."
"Waiting on a Friend" werd uitgebracht als de tweede single van Tattoo You, na "Start Me Up". In de Verenigde Staten werd het veel gedraaid op de radio en bereikte de dertiende plaats in het land. In Europa kende het wisselende successen: in het Verenigd Koninkrijk kwam het niet verder dan de vijftigste plaats, terwijl in Nederland de negende plaats in de Top 40 en de zeventiende plaats in de Nationale Hitparade en in Vlaanderen de vijftiende plaats in de Ultratop 50 werd behaald. Het nummer verscheen veel op compilatiealbums, waaronder Rewind (1971-1984) (1984), Jump Back (1993) en GRRR! (2012). Een liveversie uit 1981 werd gebruik in de concertfilm Let's Spend the Night Together uit 1983 en een liveversie uit 1997 werd uitgebracht op het livealbum No Security en de concertfilm Bridges to Babylon Tour '97/'98 uit 1998. In 2014 werd het nummer gebruikt in de film The Normal Heart.

## Hitnoteringen

### Nederlandse Top 40
| Hitnotering: 05-12-1981 t/m 30-01-1982 | Hitnotering: 05-12-1981 t/m 30-01-1982 | Hitnotering: 05-12-1981 t/m 30-01-1982 | Hitnotering: 05-12-1981 t/m 30-01-1982 | Hitnotering: 05-12-1981 t/m 30-01-1982 | Hitnotering: 05-12-1981 t/m 30-01-1982 | Hitnotering: 05-12-1981 t/m 30-01-1982 | Hitnotering: 05-12-1981 t/m 30-01-1982 | Hitnotering: 05-12-1981 t/m 30-01-1982 | Hitnotering: 05-12-1981 t/m 30-01-1982 |
| Week                                   | 1                                      | 2                                      | 3                                      | 4                                      | 5                                      | 6                                      | 7                                      | 8                                      |                                        |
| -------------------------------------- | -------------------------------------- | -------------------------------------- | -------------------------------------- | -------------------------------------- | -------------------------------------- | -------------------------------------- | -------------------------------------- | -------------------------------------- | -------------------------------------- |
| Positie                                | 27                                     | 21                                     | 16                                     | 13                                     | 9                                      | 10                                     | 16                                     | 27                                     | uit                                    |

### Nationale Hitparade
| Hitnotering: 12-12-1981 t/m 06-02-1982 | Hitnotering: 12-12-1981 t/m 06-02-1982 | Hitnotering: 12-12-1981 t/m 06-02-1982 | Hitnotering: 12-12-1981 t/m 06-02-1982 | Hitnotering: 12-12-1981 t/m 06-02-1982 | Hitnotering: 12-12-1981 t/m 06-02-1982 | Hitnotering: 12-12-1981 t/m 06-02-1982 | Hitnotering: 12-12-1981 t/m 06-02-1982 | Hitnotering: 12-12-1981 t/m 06-02-1982 | Hitnotering: 12-12-1981 t/m 06-02-1982 | Hitnotering: 12-12-1981 t/m 06-02-1982 |
| Week                                   | 1                                      | 2                                      | 3                                      | 4                                      | 5                                      | 6                                      | 7                                      | 8                                      | 9                                      |                                        |
| -------------------------------------- | -------------------------------------- | -------------------------------------- | -------------------------------------- | -------------------------------------- | -------------------------------------- | -------------------------------------- | -------------------------------------- | -------------------------------------- | -------------------------------------- | -------------------------------------- |
| Positie                                | 34                                     | 23                                     | 23                                     | 17                                     | 31                                     | 26                                     | 20                                     | 21                                     | 30                                     | uit                                    |

### NPO Radio 2 Top 2000
| Nummer met noteringen in de NPO Radio 2 Top 2000 | '00 | '01 | '02 | '03 | '04 | '05 | '06 | '07 | '08 | '09 | '10 | '11 | '12 | '13 | '14 | '15 | '16  | '17 | '18 | '19 | '20 | '21 | '22  | '23  | '24  |
| ------------------------------------------------ | --- | --- | --- | --- | --- | --- | --- | --- | --- | --- | --- | --- | --- | --- | --- | --- | ---- | --- | --- | --- | --- | --- | ---- | ---- | ---- |
| Waiting on a Friend                              | 411 | 735 | 373 | 567 | 638 | 673 | 688 | 884 | 659 | 874 | 808 | 834 | 811 | 733 | 679 | 970 | 1007 | 927 | 956 | 921 | 928 | 989 | 1072 | 1107 | 1113 |

1. ↑  Een vetgedrukt getal geeft de hoogste notering aan.
2. ↑  2000 was het eerste jaar met een notering voor dit nummer.